# Nuoto ai campionati mondiali di nuoto 2017 - Staffetta 4x100 metri stile libero femminile
La gara di nuoto della staffetta 4x100 metri stile libero femminile dei campionati mondiali di nuoto 2017 è stata disputata il 23 luglio presso la Duna Aréna di Budapest. Vi hanno preso parte 14 squadre nazionali. La competizione è stata vinta dalla squadra statunitense, mentre l'argento e il bronzo sono andati rispettivamente alla squadra australiana e a quella olandese.

## Medaglie
| Posizione | Nazione     | Atlete                                                                                  |
| --------- | ----------- | --------------------------------------------------------------------------------------- |
| Oro       | Stati Uniti | Mallory Comerford Kelsi Worrell Katie Ledecky Simone Manuel Lia Neal* Olivia Smoliga*   |
| Argento   | Australia   | Shayna Jack Bronte Campbell Brittany Elmslie Emma McKeon Emily Seebohm* Madison Wilson* |
| Bronzo    | Paesi Bassi | Kim Busch Femke Heemskerk Maud van der Meer Ranomi Kromowidjojo                         |

* Nuotatrici che hanno partecipato solamente nelle batterie.

## Programma
| Data           | Ora (UTC+2) | Turno    |
| -------------- | ----------- | -------- |
| 23 luglio 2017 | 11:39       | Batterie |
| 23 luglio 2017 | 19:03       | Finale   |

## Record
Prima della manifestazione il record del mondo e il record dei campionati erano i seguenti.
| Record mondiale       | 3'30"65 | Australia Emma McKeon (53"41) Brittany Elmslie (53"12) Bronte Campbell (52"15) Cate Campbell (51"97) | 6 agosto 2016 Rio de Janeiro, Brasile |
| Record dei campionati | 3'31"48 | Australia Emily Seebohm (53"92) Emma McKeon (53"57) Bronte Campbell (51"77) Cate Campbell (52"22)    | 2 agosto 2015 Kazan', Russia          |

Nel corso della competizione non sono stati migliorati.

## Risultati

### Batterie
| Posizione | Batteria | Corsia | Atlete                                                                                                 | Nazione     | Tempo   | Note |
| --------- | -------- | ------ | --- | ----------- | ------- | ---- |
| 1         | 1        | 4      | Lia Neal (53"94) Kelsi Worrell (53"27) Olivia Smoliga (53"67) Mallory Comerford (52"47)                | Stati Uniti | 3'33"35 | Q    |
| 2         | 1        | 5      | Maud van der Meer (54"72) Femke Heemskerk (52"72) Kim Busch (54"79) Ranomi Kromowidjojo (52"03)        | Paesi Bassi | 3'34"26 | Q    |
| 3         | 2        | 4      | Emily Seebohm (54"32) Madison Wilson (53"94) Brittany Elmslie (53"61) Shayna Jack (53"31)              | Australia   | 3'35"18 | Q    |
| 4         | 1        | 1      | Michelle Coleman (53"21) Sarah Sjöström (52"19) Nathalie Lindborg (55"90) Louise Hansson (54"20)       | Svezia      | 3'35"50 | Q    |
| 5         | 2        | 5      | Sandrine Mainville (53"87) Michelle Toro (54"50) Rebecca Smith (53"93) Kayla Noelle Sanchez (53"54)    | Canada      | 3'35"84 | Q    |
| 6         | 2        | 6      | Zhu Menghui (54"06) Ai Yanhan (54"71) Wu Yue (54"46) Zhang Yufei (53"79)                               | Cina        | 3'37"02 | Q    |
| 7         | 1        | 3      | Rikako Ikee (54"09) Tomomi Aoki (54"34) Yui Yamane (54"59) Chihiro Igarashi (54"44)                    | Giappone    | 3'37"46 | Q    |
| 8         | 1        | 6      | Signe Bro (54"85) Sarah Bro (55"60) Emilie Beckmann (55"55) Pernille Blume (52"29)                     | Danimarca   | 3'38"29 | Q    |
| 9         | 2        | 2      | Flóra Molnár (54"93) Fanni Gyurinovics (55"16) Evelyn Verrasztó (54"73) Zsuzsanna Jakabos (54"08)      | Ungheria    | 3'38"90 |      |
| 10        | 2        | 3      | Silvia Di Pietro (54"80) Erika Ferraioli (54"91) Giorgia Biondani (55"47) Federica Pellegrini (53"90)  | Italia      | 3'39"08 |      |
| 11        | 2        | 1      | Andrea Murez (54"79) Zohar Shikler (56"75) Keren Michaela Siebner (56"03) Amit Ivry (56"78)            | Israele     | 3'44"35 |      |
| 12        | 1        | 2      | Haughey Siobhan (53"99) Lau Yin Yan Claudia (56"26) Ho Nam Wai (57"48) SzeHang Yu (56"66)              | Hong Kong   | 3'44"39 |      |
| 13        | 2        | 7      | Erin Gallagher (55"94) Kate Beavon (59"98) Samantha Caitlin Randle (1'00"68) Kaylene Corbett (1'01"23) | Sudafrica   | 3'57"83 |      |
| -         | 1        | 7      | - | Slovacchia  | -       | DNS  |

### Finale
| Posizione | Corsia | Atlete                                                                                                | Nazione     | Tempo   | Note |
| --------- | ------ | --- | ----------- | ------- | ---- |
|           | 4      | Mallory Comerford (52"59) Kelsi Worrell (53"16) Katie Ledecky (53"83) Simone Manuel (52"14)           | Stati Uniti | 3'31"72 | AM   |
|           | 3      | Shayna Jack (53"75) Bronte Campbell (52"14) Brittany Elmslie (53"83) Emma McKeon (52"29)              | Australia   | 3'32"01 |      |
|           | 5      | Kim Busch (54"05) Femke Heemskerk (52"84) Maud van der Meer (53"77) Ranomi Kromowidjojo (51"98)       | Paesi Bassi | 3'32"64 |      |
| 4         | 2      | Sandrine Mainville (53"77) Chantal Van Landeghem (52"97) Kayla Sanchez (54"16) Penny Oleksiak (52"98) | Canada      | 3'33"88 |      |
| 5         | 6      | Sarah Sjöström (51"71) RM Michelle Coleman (52"68) Ida Lindborg (55"59) Louise Hansson (53"96)        | Svezia      | 3'33"94 |      |
| 6         | 7      | Zhu Menghui (53"79) Zhang Yufei (54"31) Wu Yue (54"96) Ai Yanhan (53"43)                              | Cina        | 3'36"49 |      |
| 7         | 1      | Rikako Ikee (54"59) Tomomi Aoki (54"45) Yui Yamane (54"62) Chihiro Igarashi (54"58)                   | Giappone    | 3'38"24 |      |
| 8         | 8      | Signe Bro (54"72) Sarah Bro (56"60) Emilie Beckmann (54"84) Pernille Blume (52"70)                    | Danimarca   | 3'38"86 |      |